# غلام حسين محسني إجئي
غلام حسين محسني إِجَئِي (بالفارسية: غلامحسین محسنی اژه‌ای، ولد عام 1956 في اجيه في محافظة أصفهان، إيران)، وهو عالم دين وسياسي إيران و رئيس السلطة القضائية الإيرانية وقبل ذلك كان النائب الأول والمتحدث بهذا السلطة. تولى وزارة الاستخبارات والأمن القومي لجمهورية إيران الإسلامية من 2005 حتى 2009 في فترة رئاسة محمود أحمدي نجاد.
درس محسني إجئي في حوزة العلمية، كما أنه حاصل على درجة الماجستير في القانون الدولي الخاص. شغل مناصب مثل المدعي العام للمحكمة الكتابية الخاصة، ووزير الإعلام في الحكومة التاسعة، والنائب العام، وهو عضو في مجلس تشخيص مصلحة النظام.

## الخلفية والخبرات في مجالات البحث العلمي والتعليمي
- التدريس في كلية وزارة المخابرات

- التدريس بقسم التربية بالمحاكم الثورية

- التعاون في صياغة مشاريع القوانين القضائية والتنظيمية[8]